# Fabio Ottinelli
Fabio Ottinelli (Napoli, 1520 circa – 1600 circa) è stato un giurista e poeta italiano vissuto nel Regno di Napoli.

## Biografia
Originario de Le Fratte (oggi Ausonia), in alta Terra di Lavoro, si definiva Fractensis e nel suo giovanile trattato Ingeniosa et admodum utilis repetitio evidenziò la propria condizione di suddito di Isabella Colonna, contessa di Fondi e duchessa di Traetto (Minturno):
Et licet illustrissima Isabella Columna mea Domina, quae inter ceteras alti ingenii mulieres, et virtute praeclaras tanquam hesperus inter stellas effulget, sit etiam Comitissa
Fundorum, et Ducissa Traiecti, tamen Principissa Sulmonis appellatur tanquam a digniori dignitate.
Sembra plausibile che i suoi genitori già alla fine del Quattrocento si fossero trasferiti a Napoli, luogo in cui alla loro ascesa sociale potrebbe aver dato un efficace sostegno il prestigio del loro conterraneo Elisio Calenzio (Le Fratte, 1430 - 1503), umanista, poeta e accademico Pontaniano al servizio della dinastia aragonese, che per circa un ventennio (1464-1482) svolse il ruolo di precettore, consigliere, segretario e tesoriere del principe ‒ poi re di Napoli ‒ Federico d’Aragona. Anche Calenzio non troncò i suoi legami con la terra d'origine e riposa nel monumento funebre costruitogli dal figlio Lucio nella  chiesa di S. Maria del Piano di Ausonia, poco distante dai sepolcri di Mario Ottinelli (1533-1565), parente di Fabio, e della cognata, la nobile napoletana Cassandra Santini (1535-1568), moglie di Girolamo Ottinelli. Alla cerchia familiare degli Ottinelli di Ausonia è ascrivibile anche Beatrice Ottinelli (morta dopo il 1616), che sposò un esponente del ceto nobiliare di Fondi e lasciò memoria di sé erigendo nel 1613 in S. Maria Assunta di quella città una cappella in cui fu collocata la statua lignea della "Madonna del Cielo" realizzata nel 1611 dallo scultore napoletano Aniello Stellato per l'Universitas (cioè Comune) di Fondi.
Fabio Ottinelli ‒ che come i suoi parenti frattesi adottò la forma classicheggiante Optinellus per il cognome ‒ compì brillantemente gli studi di diritto nella capitale del Regno, laureandosi in utroque iure e pubblicando nel 1547, in giovane età, un volume di argomento giuridico, Ingeniosa et admodum utilis repetitio. Per i suoi meriti accademici gli fu dato l’incarico di professore di Diritto civile all’Università di Napoli.
Alla perizia giuridica Fabio unì una raffinata cultura letteraria e un talento poetico che lo rese celebre nella Capitale del Regno aprendogli nel 1546 a Napoli le porte dell’Accademia degli Ardenti, di cui fu socio con l’appellativo il Laborioso. Fece parte anche dell’Accademia dei Sereni, fondata a Napoli da un gruppo di nobili del seggio di Nido. Compose sonetti e madrigali, e si cimentò nel dramma pastorale acquistando notevole reputazione nei circoli letterari, anche fuori Napoli. La poetessa Laura Terracina, oltre a dedicargli alcuni suoi componimenti, nel 1550 lo disse «splendor delle Muse, gloria di Parnaso, et anima d’Apollo», auspicando che rendesse nota «la sua nuova pastorale Arcadia da tutti con gran desire aspettata». Un altro poeta suo amico afferma che nella città di Napoli vivono molti valenti poeti «et prencipalmente il Signor Fabio Ottinello, non meno splendore delle sacre leggi che viva gloria et fermo sostegno delle toscane muse et veramente maestro di tutti».
La sua morte dovrebbe essere comunque anteriore al 1613, data di stampa della Trebazia erroneamente a lui attribuita, forse perché rinvenuta tra le sue carte.

## Opere
Dopo la laurea in utroque iure pubblicò, in giovane età, un volume di argomento giuridico, Ingeniosa et admodum utilis repetitio super celebratissima Lege Imperium Dig. de iurisdictione omnium iudicum, Neapoli, Io. Paulus Sugganappus, 1547. L’operetta, scritta in circa venti giorni, fu dedicata al viceré don Pedro de Toledo e a Marcello Terracina.
Il suo madrigale Oimè ardenti sospiri fu musicato da Giovantomaso Cimello, che lo pubblicò nel Libro primo libro de canto a quatro voci (1548). I suoi sonetti Quella sì trionfal pianta gentile e Titio son'io di duol pietoso mostro sono editi in L. Terracina, Quarte rime (Venezia 1560); per il sonetto Non è sì fiera tigre, né sì dura cfr. L. Terracina, Rime (Napoli 1694). A Fabio Ottinelli “gentiluomo napoletano” venne erroneamente attribuita la tragicommedia pastorale La Trebazia, stampata nel 1613 a Vicenza sotto il suo nome, identificabile con la Mirzia di Marcantonio Epicuro, che la lasciò manoscritta.